# 公園站 (日本)
公園站（日语：／ Kōen eki */?）是位於千葉縣佐倉市有加利丘，屬於山萬有加利丘線的車站。

## 歷史
- 1982年（昭和57年）11月2日 - 車站啟用[1]。

## 車站構造
本站是高架車站，設有1面2線的島式月台。此站是有加利丘線中唯一設有上下行月台的車站，也是唯一有職員當值的單獨車站。廁所位於驗票閘口左手，為男女分開的濕廁，多功能廁所則位於驗票口內電梯後方。
此站設有有加利丘線的站務總部和指令室。部分時段沒有人在櫃臺當值，當時乘客可按下蜂鳴器呼喚職員，指令室經常有職員當值。由於有加利丘線是以球拍型式的環狀運輸系統。因此本站和地區中心站之間設有轉轍器，在地區中心方向為單線區間，此站起為環狀區間。

### 月台
| 月台 | ←有加利丘線 地區中心、有加利丘方向               |
| 月台 | 島式月台                                         |
| 月台 | 有加利丘線 環狀部分（女子大、中學校、井野）方向→ |

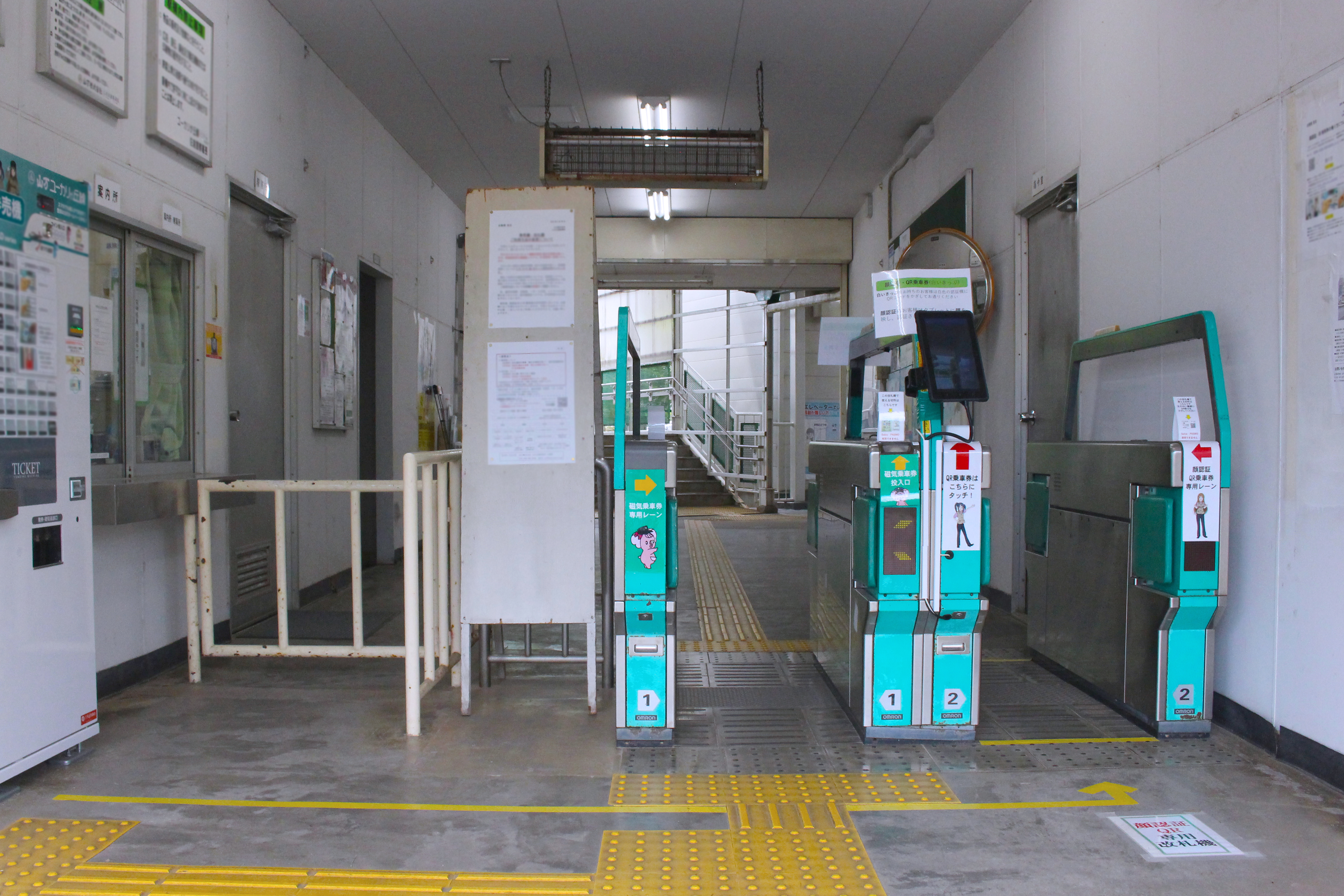
驗票閘口（2024年7月）
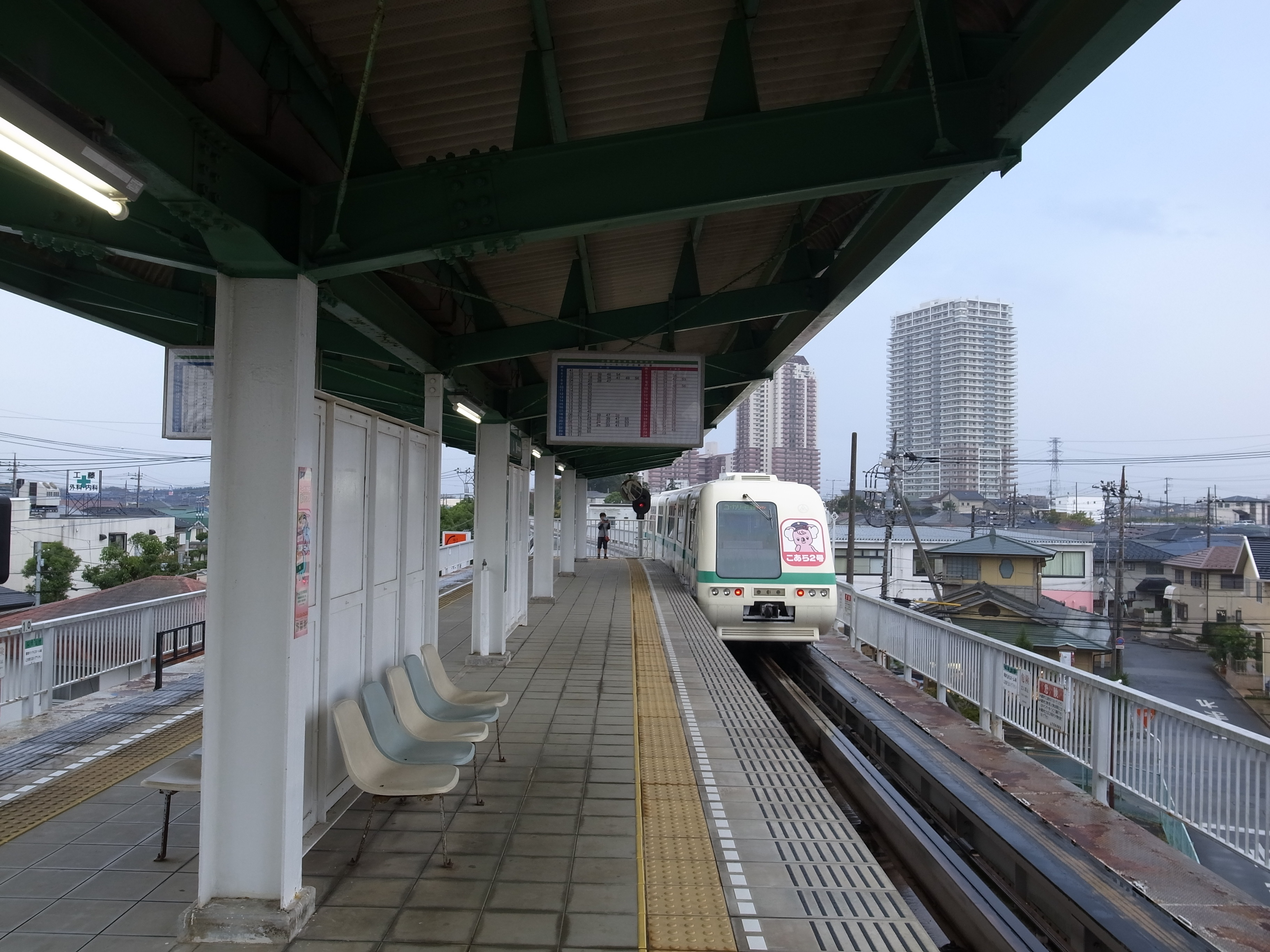
月台（2014年11月）

## 使用狀況
一日平均乘車人次為102人。在有加利丘店線六座車站排名第六。（2019年度）

## 車站周邊
- 有加利丘南公園（站名由來）
- 佐倉市志津社區中心
  - 北志津兒童中心
- 佐倉市八街市酒酒井町消防組合（日语：佐倉市八街市酒々井町消防組合）志津消防署
- 佐倉有加利丘郵局
- 山萬（日语：山万）株式會社鐵道事業本部事務所（指令室）

## 相鄰車站
山萬
■有加利丘線
從有加利丘進入環狀部分的列車
地區中心→公園→女子大
從環狀部分前往有加利丘的列車
井野→公園→地區中心

## 注腳
1. 1 2  曾根悟（監修）. 朝日新聞出版分冊百科編集部（編集） , 编. . 週刊朝日百科. 30号 モノレール・新交通システム・鋼索鉄道. 朝日新聞出版. 2011-10-16: 26 （日语）.
2. ↑  千葉縣統計年鑑

## 外部連結
- 公園站｜山萬有加利丘線 （页面存档备份，存于） - 有加利丘官方網站